# Флаг Багамских Островов
Государственный флаг Багамских Островов принят 10 июля 1973 года, с обретением независимости колонии. Предшествующий был вариантом британского Юнион Джек с гербом губернатора.
Чёрный равносторонний треугольник символизирует единство и решимость багамцев. Три горизонтальные полосы одинаковой ширины символизируют природные ресурсы островов: две аквамариновые полосы (по краям) — море, золотая полоса (в центре) — землю.

## Исторические флаги

—
—
—
—
—

- 1869 — 1904
- 1904 — 1923
- 1923 — 1953
- 1953 — 12 мая 1964
- 12 мая 1964 — 10 июля 1973

## Морские флаги

Флаг гражданских судов
Гюйс гражданских судов
Военно-морской флаг
Флаг вспомогательных судов ВМС Багамских островов